# The Groundlings
«The Groundlings» («Граундлінги», укр. невибагливі глядачі) — американська комік-трупа та школа імпровізації і скетчів, яка базується в Лос-Анджелесі, Каліфорнія. Трупа театру-студії сформована Гарі Остіном (1941—2017) у 1974 році та використовує формат імпровізації під впливом Віоли Сполін (1906—1994), чиїй техніці імпровізаційного театру навчав Дел Клоуз (1934—1999) та інші члени театральної трупи «The Second City», розташованої в Чикаго, а пізніше — в Сент-Луїсі. Вони використовували ці техніки для створення ескізів та імпровізованих сцен. Його назва (англ. groundlings — невибагливий глядач, «стояча публіка») взята з «Гамлета» Шекспіра, дія III, сцена II: «…щоб аж вуха позакладало стоячій публіці, яка нічого не тямить, крім нерозбірливих пантомім та вереску» (переклад Леоніда Гребінки). У 1975 році трупа придбала приміщення та переїхала в своє поточне місце розташування на Мелроуз-авеню.
Школа «Граундлінги» проводить нові сесії кожні шість тижнів із понад 300 студентами на сесію, при цьому щороку проходять програму навчання понад 2000 студентів. Конкурсна програма з допуском шляхом прослуховування складається з п'яти рівнів (базовий, середній, розширений вдосконалений, лабораторія сценарію та вдосконалена лабораторія сценарію). Учасники повинні відповідати вимогам інструкторів, щоб перейти з перших трьох рівнів. У Writing Lab і Advanced Writing Lab за студентів голосують поточні члени Головної компанії щодо того, чи підуть вони далі. Це голосування базується на тому, що студенти пишуть і виконують скетч-шоу в стилі «Groundlings».
Виконання програми може зайняти кілька років. Студентів можуть попросити кілька разів повторити заняття Basic і Intermediate. Після завершення Advanced Writing Lab студенти можуть бути обрані до Недільної компанії, де вони можуть залишатися не більше 18 місяців. (Члени Недільної компанії призначаються на шість місяців за один раз, і за них можна проголосувати в Недільну компанію максимум на три періоди по шість місяців.) Члени Недільної компанії мають право бути обраними до Головної компанії (або «The Groundlings») в кінці кожного шестимісячного періоду недільної компанії.
Багато виконавців «Groundlings» досягли успіху в кіно та на телебаченні, у тому числі деякі з них стали акторами та сценаристами «Saturday Night Live», MADtv, «Ріно 911!» і телемережі G4, а також активні в Інтернеті, головним чином на YouTube.

## Історія
У 1972 році Гері Остін (ветеран комедійної трупи імпровізації «The Committee» із Сан-Франциско) зібрав групу виконавців у Лос-Анджелесі, щоб працювати над їхньою акторською майстерністю. Вони імпровізували, виконували монологи, сцени, персонажів, пісні, танці та класичні п'єси. Приблизно через рік вони почали робити вистави та запрошувати друзів прийти подивитися. Інформація про семінари поширилася, людей почало приходити більше, і незабаром основна група виконавців почала демонструвати свій матеріал у різних місцях по Голлівуду.
У січні 1974 року Остін оголосив, що хоче створити театральну компанію. У компанії було п'ятдесят членів-засновників (у той час членство вимагало платити 25 доларів за відвідування семінарів). Вони розробляли матеріал у майстернях і виконували найкращі твори у вихідних шоу. Нова група влаштувала своє перше шоу в підвалі Оксфордського театру (тепер «Мет») на 30 місць біля рогу бульвару Санта-Моніка та Вестерн-авеню. Шановний театральний критик «Los Angeles Times» Сільві Дрейк була серед глядачів тих перших вихідних і написала схвальні відгуки. «Це може бути початком чогось великого», — передбачила Дрейк.
Коли галас про нову компанію зростав, індустрія розваг почала звертати на це увагу. Гумористка Лілі Томлін, яка була постійною глядачкою вистав трупи, згодом найняла кількох «граундлінгів» для виступу в її однойменному «Шоу Лілі Томлін». Пізніше того ж року Лорн Майклз, який продюсував спеціальний телевізійний серіал Томліна, запросив «граундлінга» Ларейн Ньюман стати акторкою в його новому вечірньому комедійному шоу «Saturday Night Live».
Незабаром кількість учасників театру-студії зросло до 90. Щоб зменшити розмір компанії, її потрібно було добирати шляхом прослуховування. На першому прослуховуванні спробував себе і Філ Гартман, тодішній графічний дизайнер. Його прийняли, але через жорстку конкуренцію Гартману довелося чекати більше року, перш ніж почати виступати в шоу. З такою великою компанією, майстер-класами сім днів на тиждень і аншлаговими виставами три вечори на вихідні, «Groundlings» потребувало місця, яке можна назвати своїм.
Школа імпровізації при студії «Groundlings» офіційно започаткована в 1978 році з 17 студентів і співробітників: Гарі Остін, Том Максвелл, Філліс Кац, Ларейн Ньюман і Трейсі Ньюман (сестра Ларейн). У XXI столітті тут щорічно навчається понад 4200 студентів. У 1982 році Сюзанною Кент була створена «The Sunday Company» для подальшого розвитку талантів, які проходять через школу.
У 1975 році компанія придбала те, що стало The Groundlings Theatre на Мелроуз-авеню, 7307 (будівля раніше використовувалася як студія декоратора інтер'єру, меблевий салон, гей-бар і масажний кабінет). За рахунок інвестицій в акціонерний капітал та за рахунок власних коштів учасники компанії вирішили модернізувати будівлю та перетворити її на виставковий простір. Вони боролися чотири роки через тяганину щодо будівельних норм і обмежень на паркування, перш ніж створити шоу на сцені. Протягом цього часу «Граундлінги» виступали зі своїми ревю в декількох театрах по всьому місту, включаючи «Improv», «Matrix», «Hollywood Canteen» і «White House». Нарешті у квітні 1979 року відновлений театр на 99 місць відкрив свої двері для глядачів.
У листопаді 1979 року Гері Остін залишив посаду художнього керівника. Його наступником обраний Том Максвелл, який служив наступні десять років. У 1989 році «Groundlings» започаткували постійну традицію, згідно з якою театр-студія або її випускники ставлять кожне нове ревю. Основна компанія, що складається не більше ніж з 30 осіб, колективно ухвалює мистецькі, ділові та творчі рішення. У квітні 2017 року «Groundlings» вшанували смерть свого засновника Гарі Остіна, зібравшись біля театру та поклавши квіти до його меморіальної дошки.

## Організація
Щоб потрапити в базовий клас, учні повинні пройти аудіювання. Якщо абітурієнт пройшов аудіювання, його результати дійсні протягом одного року. Якщо студент не проходить аудіювання, його допускають до повторного аудіювання через чотири місяці. Загалом студентам дозволяється проходити три аудіювання.
Після завершення рівня Advanced Lab студент може бути обраний до Недільної компанії, яка виступає щонеділі о 19:30. Протягом цього часу студенти щотижня пишуть, репетирують і виконують новий матеріал. Після шести місяців виступів у Недільній компанії студенти або залишаються в компанії ще на шість місяців, або просять, щоб їх звільнили зі школи або добрали до основної компанії (також відомої як «The Groundlings»). Ніхто не може залишатися в Недільній компанії довше 18 місяців і не менше 6 місяців.
Усі члени Головної компанії вибираються з членів Недільної компанії. Усі учасники Основної компанії можуть залишатися в компанії скільки завгодно. Зазвичай члени не залишаються довше десяти років; більшість «граундлінгів» йдуть раніше. Основна компанія (не більше ніж 30 учасників) колективно діє як художній керівник організації, демократично приймаючи ділові та творчі рішення як група.

## Вистави
«Groundlings Revues» (зараз їх зазвичай називають Головними шоу) були першими шоу, проведеними компанією, і вони започаткували комедійний стиль «Groundlings», персонажів і скетчів. У 1981 році ревю було названо «LA 200, Groundlings 3». З того часу кожне ревю має свою назву, а в назві — слово «Groundling». Спочатку проводилося одне або два ревю на рік, а в 1990-х роках їхня кількість зросла до трьох, а в 2007 році — до чотирьох, на додаток до спеціального святкового шоу в грудні. Головні шоу проходять щоп'ятниці о 20:00 та щосуботи о 20:00 та 22:00
У 1992 році Мелані Грем створила «Cookin With Gas», щотижневе коротке імпровізаційне шоу, яке виконували «Groundlings», випускники студії, члени «Sunday Company» та спеціальні зіркові гості. Шоу продовжують показувати кожного четверга ввечері о 20:00, і зараз це найтриваліше імпровізаційне шоу в Лос-Анджелесі. У 2001 році за ним послідувало довгострокове імпровізаційне шоу «Crazy Uncle Joe Show», яке виходить щосереди ввечері о 20:00.

## Створення «The Pee-wee Herman Show»
Починаючи з 1981 року, трупа додала до регулярного складу театру шоу альтернативного формату. Першим було «The Pee-wee Herman Show», створене та написане у співавторстві Полом Рубенсом як демонстрація його персонажа Пі-пі Германа, якого він створив на семінарах і ревю «Groundlings». Пі-пі (або Пі-ві) та його друзі (яких зіграли та написали інші «Groundlings», зокрема Філ Гартман, Лінн Марі Стюарт, Джон Парагон, Еді Макклерг і Джон Муді) почали виступати по суботах опівночі, після регулярних ревю. Шоу швидко стало величезним хітом Лос-Анджелеса; воно переїхало до «Roxy Theatre» на бульварі Сансет і був знято в спеціальному проєкті HBO. У наступні роки Пі-пі став іконою поп-культури; про персонажа створено фільми, іграшки, знято дитяче телешоу. Оновлене відродження оригінального сценічного шоу (з багатьма «граундлінгами», які повторили свої ролі) мало успіх у «Nokia Theatre» (нині «Peacock Theater») у Лос-Анджелесі та в Нью-Йорку на Бродвеї в «Stephen Sondheim Theatre» 11 листопада 2010 року. Постановка була знята для іншого спецпроєкту HBO.

## У популярній культурі
«Граундлінги», актори «Saturday Night Live» і Mad TV, часто адаптували свої скетчі та персонажів, розроблених у «Groundlings», до улюблених телеглядачів. Колишні учасники театру-студії розробили такі матеріали у шоу та фільмах, як «Велика пригода Пі-пі», «Ігровий будиночок Пі-пі», «Ельвіра — володарка темряви», «Ніч у Роксбері» та «Ромі та Мішель на зустрічі випускників».
У 1998 році «Groundlings» отримали покращену телевізійну програму в мережі F/X під назвою «Instant Comedy with The Groundlings». У вересні 2008 року «Groundlings» почали знімати короткі скетч-епізоди для стримінгового відеосервісу Crackle.
12 вересня 2011 року «Groundlings» показали скетч під назвою «Resting Bitch Face» (написаний Патрік Кейгл, з Нейтом Кларком і режисером Мітчем Сілпою). Скетч був завантажений на YouTube 11 жовтня і повторювався восени того ж року, став частиною мем-культури.
Сценарій до фільму «Подружки нареченої» написали випускниці «Groundlings» Крістен Віг і Енні Мумоло, а акторський склад складався здебільшого з членів театру-студії: Мелісса Маккарті, Мая Рудольф, Венді Маклендон-Кові та інші в ролях другого плану. Фільм мав касовий успіх і був номінований на дві премії «Оскар». Того ж року «граундлінги» Джим Раш і Нат Факсон отримали «Оскар» за найкращий адаптований сценарій для фільму «Нащадки».

## «David Blaine Street Magic»
У 2006 році «Groundlings» записали сценку під назвою «David Blaine Street Magic» («Девід Блейн: Вулична магія»), виконану в провулку за театром. Після завантаження на YouTube воно стало одним із найпопулярніших відео на вебсайті. Станом на жовтень 2014 року це відео переглянули понад 38 мільйонів разів та залишили близько 60 тисяч коментарів з 12 жовтня 2006 року. У сценці зіграв Мітч Сілпа, який пародіював вуличного ілюзіоніста Девіда Блейна як в його темах виступів, так і в манерах. Сценку написали Майкл Нотон і Майкі Дей, які також зіграли двох наївних перехожих.

## Учасники

### Деякі відомі випускники Головної компанії
- Джилліан Белл
- Крістен Віг
- Шеріл Гайнс
- Рейчел Гарріс
- Філ Гартман
- Ана Ґастеєр
- Кеті Гріффін
- Ліза Кудров
- Дженніфер Кулідж
- Джон Ловітц
- Майкл Макдональд
- Мелісса Маккарті
- Еді Макклерг
- Венді Маклендон-Кові
- Крейг Нельсон
- Тресс Мак-Нілл
- Кассандра Петерсон
- Джим Раш
- Пол Рубенс
- Мая Рудольф
- Бен Фальконе
- Вілл Феррелл
- Вілл Форте

### Деякі відомі випускники школи та Недільної компанії
- Джей Джей Абрамс
- Тайра Бенкс
- Ріта Вілсон
- Деріл Ганна
- Маріска Гарґітай
- Дженніфер Ґейбл
- Наомі Гроссман
- Стів Ейджі
- Еббі Елліотт
- Еліза Куп
- Леслі Манн
- Тім Метісон
- Конан О'Браєн
- Джо Ранфт
- Джон Рудницький
- Том Сеґура
- Джиммі Феллон
- Боб Фленаган
- Декс Шепард